# Мар'янська сільська рада
Мар'янська сільська рада — колишній орган місцевого самоврядування у Апостолівському районі Дніпропетровської області. Центром і єдиним населеним пунктом сільради було село Мар'янське. Ліквідована в листопаді 2015 року у зв'язку з входженням до Зеленодольської міської об'єднаної територіальної громади.
Рада складалася з 20 депутатів та голови.

## Населені пункти
Сільській раді був підпорядкований один населений пункт:
- c. Мар'янське

## Керівний склад сільської ради
| ПІБ                           | Основні відомості                                                         | Дата обрання | Дата звільнення |
| ----------------------------- | ------------------------------------------------------------------------- | ------------ | --------------- |
| Назаренко Юрій Миколайович    | Сільський голова, 1978 року народження, освіта, член народної партії      | 26.03.2006   | 15.07.2009      |
| Устименко Володимир Дмитрович | Сільський голова, 1952 року народження, освіта вища, член Партії регіонів | 31.10.2010   | 17.11.2015      |

Примітка: таблиця складена за даними джерела

## Населення
Згідно з переписом УРСР 1989 року чисельність наявного населення сільської ради становила 4428 осіб, з яких 2026 чоловіків та 2402 жінки.
За переписом населення України 2001 року в сільській раді мешкали 4172 особи.

### Мова
Розподіл населення за рідною мовою за даними перепису 2001 року:
| Мова       | Відсоток |
| ---------- | -------- |
| українська | 93,81 %  |
| російська  | 5,57 %   |
| білоруська | 0,33 %   |
| вірменська | 0,26 %   |
| молдовська | 0,02 %   |